# Copa Libertadores de Futebol de Areia de 2017
A Copa Libertadores de Futebol de Areia de 2017 foi a segunda edição do torneio sul-americano de clubes de futebol de areia. A disputa ocorreu no Yacht y Golf Club Paraguayo em Lambaré, Grande Assunção, Paraguai. A competição contou com doze equipes: dez representantes nacionais dos países afiliados à CONMEBOL, um representante do país-sede e o último campeão da competição, o Vasco da Gama.
O Vasco da Gama conquista o bicampeonato invicto ao vencer o Malvín na final.

## Equipes classificadas
| País                                    | Equipe                  | Classificação                                                                  | Fase           |
| --------------------------------------- | ----------------------- | ------------------------------------------------------------------------------ | -------------- |
| Argentina · (1 vaga)                    | Deportivo Provincial    | Campeão do Campeonato Argentino de 2017                                        | Fase de grupos |
| Bolívia · (1 vaga)                      | Hamacas FC              | Campeão do Campeonato Boliviano de 2017                                        | Fase de grupos |
| Brasil · (1 vaga + atual campeão)       | Vasco da Gama           | Campeão da Copa Libertadores de 2016                                           | Fase de grupos |
| Brasil · (1 vaga + atual campeão)       | Sampaio Corrêa          | Vice-campeão do Campeonato Brasileiro de 2017 e Campeão da Copa Brasil de 2016 | Fase de grupos |
| Chile · (1 vaga)                        | Universidad Arturo Prat | Campeão do Campeonato Chileno de 2017                                          | Fase de grupos |
| Colômbia · (1 vaga)                     | Utrahuilca              | Campeão do Campeonato Colombiano de 2017                                       | Fase de grupos |
| Equador · (1 vaga)                      | Delfín                  | Campeão do Campeonato Equatoriano 2017                                         | Fase de grupos |
| Paraguai (1 vaga + clube-representante) | Garden Club             | Clube-Sede e Campeão do Campeonato Paraguaio de 2017                           | Fase de grupos |
| Paraguai (1 vaga + clube-representante) | Universidad Autónoma    | Vice-campeão do Campeonato Paraguaio de 2017                                   | Fase de grupos |
| Peru · (1 vaga)                         | Ferrocarril BS          | Campeão do Campeonato Peruano de 2017                                          | Fase de grupos |
| Uruguai · (1 vaga)                      | Malvín                  | Campeão do Campeonato Uruguaio 2017                                            | Fase de grupos |
| Venezuela · (1 vaga)                    | Monagas Dífalo          | Campeão do Campeonato Venezuelano 2017                                         | Fase de grupos |

## Fórmula de disputa
Na Fase de Grupos, as doze equipes divididas em três grupos, jogam entre si em turno único dentro de cada grupo. Vitória no tempo regular vale 03 (três) pontos, vitória na prorrogação vale 02 (dois) pontos, enquanto vitória na disputa por pênaltis vale 01 (um) ponto. Os dois primeiros de cada grupo e os dois melhores terceiros colocados classificam-se às Quartas de Finais. Os vencedores disputam a Semifinal e posteriormente disputam a grande Final.

### Critério de desempate
1. Confronto direto
2. Maior saldo de gols
3. Maior número de gols pró (marcados)
4. Menor número de cartões vermelhos
5. Menor número de cartões amarelos
6. Sorteio

## Fase de Grupos
|  | Equipes classificadas à Fase Final |
|  | Equipe eliminada                   |

### Grupo A

#### Classificação
| Time                 | P | J | V | V+ | D | GP | GC | SG  |
| -------------------- | - | - | - | -- | - | -- | -- | --- |
| Universidad Autónoma | 8 | 3 | 2 | 1  | 0 | 16 | 08 | +8  |
| Deportivo Provincial | 6 | 3 | 2 | 0  | 1 | 15 | 12 | +3  |
| Hamacas FC           | 3 | 3 | 1 | 0  | 2 | 10 | 11 | -1  |
| Utrahuilca           | 0 | 3 | 0 | 0  | 3 | 8  | 18 | -10 |

#### Resultados
| Sábado, 11 de novembro | Utrahuilca | 2 – 4     | Hamacas FC | Yacht y Golf Club Paraguayo, Assunção |
| 16:30                  |            | Relatório |            |                                       |

| Sábado, 11 de novembro | Universidad Autónoma | 6 – 2     | Deportivo Provincial | Yacht y Golf Club Paraguayo, Assunção |
| 20:30                  |                      | Relatório |                      |                                       |

| Domingo, 12 de novembro | Deportivo Provincial | 5 – 3     | Hamacas FC | Yacht y Golf Club Paraguayo, Assunção |
| 17:45                   |                      | Relatório |            |                                       |

| Domingo, 12 de novembro | Universidad Autónoma | 6 – 3     | Utrahuilca | Yacht y Golf Club Paraguayo, Assunção |
| 19:00                   |                      | Relatório |            |                                       |

| Segunda-feira, 13 de novembro | Utrahuilca | 3 – 8     | Deportivo Provincial | Yacht y Golf Club Paraguayo, Assunção |
| 16:30                         |            | Relatório |                      |                                       |

| Segunda-feira, 13 de novembro | Universidad Autónoma | 4 – 3 (pro) | Hamacas FC | Yacht y Golf Club Paraguayo, Assunção |
| 20:15                         |                      | Relatório   |            |                                       |

### Grupo B

#### Classificação
| Time           | P | J | V | V+ | D | GP | GC | SG  |
| -------------- | - | - | - | -- | - | -- | -- | --- |
| Sampaio Corrêa | 9 | 3 | 3 | 0  | 0 | 28 | 5  | +23 |
| Monagas Dífalo | 4 | 3 | 1 | 1  | 1 | 11 | 22 | -11 |
| Garden Club    | 3 | 3 | 1 | 0  | 2 | 16 | 16 | 0   |
| Ferrocarril BS | 0 | 3 | 0 | 0  | 3 | 07 | 19 | -12 |

#### Resultados
| Sábado, 11 de novembro | Ferrocarril BS | 3 – 4     | Monagas Dífalo | Yacht y Golf Club Paraguayo, Assunção |
| 17:45                  |                | Relatório |                |                                       |

| Sábado, 11 de Novembro | Garden Club | 3 – 7     | Sampaio Corrêa | Yacht y Golf Club Paraguayo, Assunção |
| 19:00                  |             | Relatório |                |                                       |

| Domingo, 12 de Novembro | Sampaio Corrêa | 13 – 1    | Monagas Dífalo | Yacht y Golf Club Paraguayo, Assunção |
| 16:30                   |                | Relatório |                |                                       |

| Domingo, 12 de Novembro | Garden Club | 7 – 3     | Ferrocarril BS | Yacht y Golf Club Paraguayo, Assunção |
| 20:15                   |             | Relatório |                |                                       |

| Segunda-feira, 13 de Novembro | Sampaio Corrêa | 8 – 1     | Ferrocarril BS | Yacht y Golf Club Paraguayo, Assunção |
| 17:45                         |                | Relatório |                |                                       |

| Segunda-feira, 13 de Novembro | Garden Club | 6 – 6 (pro) | Monagas Dífalo | Yacht y Golf Club Paraguayo, Assunção |
| 19:00                         |             | Relatório   |                |                                       |

|  |       | Penalidades |
|  | 1 – 2 |             |

### Grupo C

#### Classificação
| Time                    | P | J | V | V+ | D | GP | GC | SG  |
| ----------------------- | - | - | - | -- | - | -- | -- | --- |
| Vasco da Gama           | 9 | 3 | 3 | 0  | 0 | 24 | 6  | +18 |
| Malvín                  | 6 | 3 | 2 | 0  | 1 | 11 | 16 | -5  |
| Universidad Arturo Prat | 3 | 3 | 1 | 0  | 2 | 14 | 16 | -2  |
| Delfín                  | 0 | 3 | 0 | 0  | 3 | 07 | 18 | -11 |

#### Resultados
| Sábado, 11 de novembro | Malvín | 3 – 2     | Delfín | Yacht y Golf Club Paraguayo, Assunção |
| 09:00                  |        | Relatório |        |                                       |

| Sábado, 11 de novembro | Vasco da Gama | 6 – 3     | Universidad Arturo Prat | Yacht y Golf Club Paraguayo, Assunção |
| 10:15                  |               | Relatório |                         |                                       |

| Domingo, 12 de Novembro | Universidad Arturo Prat | 7 – 3     | Delfín | Yacht y Golf Club Paraguayo, Assunção |
| 09:00                   |                         | Relatório |        |                                       |

| Domingo, 12 de novembro | Vasco da Gama | 10 – 1    | Malvín | Yacht y Golf Club Paraguayo, Assunção |
| 10:15                   |               | Relatório |        |                                       |

| Segunda-feira, 13 de Novembro | Universidad Arturo Prat | 4 – 7     | Malvín | Yacht y Golf Club Paraguaio, Assunção |
| 09:00                         |                         | Relatório |        |                                       |

| Segunda-feira, 13 de novembro | Vasco da Gama | 8 – 2     | Delfín | Yacht y Golf Club Paraguayo, Assunção |
| 10:15                         |               | Relatório |        |                                       |

## Definição pelo 5º ao 8º lugar
|  | 5º ao 8º lugar       | 5º ao 8º lugar       | 5º ao 8º lugar |                |                | 5º lugar       | 5º lugar | 5º lugar |  |
|  |                      |                      |                |                |                |                |          |          |  |
|  | Hamacas FC           | Hamacas FC           | 3              |                |                |                |          |          |  |
|  | Hamacas FC           | Hamacas FC           | 3              |                |                |                |          |          |  |
|  | Monagas Dífalo       | Monagas Dífalo       | 5              |                |                |                |          |          |  |
|  | Monagas Dífalo       | Monagas Dífalo       | 5              |                | Monagas Dífalo | Monagas Dífalo | 3        |          |  |
|  |                      |                      |                |                | Monagas Dífalo | Monagas Dífalo | 3        |          |  |
|  |                      |                      | Sampaio Corrêa | Sampaio Corrêa | 8              |                |          |          |  |
|  | Deportivo Provincial | Deportivo Provincial | Sampaio Corrêa | Sampaio Corrêa | 8              | 2              |          |          |  |
|  | Deportivo Provincial | Deportivo Provincial |                |                |                |                |          |          |  |
|  | Sampaio Corrêa       | Sampaio Corrêa       | 9              |                |                |                |          |          |  |

### 5º ao 8º lugar
| Quinta-feira, 16 de novembro | Hamacas FC | 3 – 5     | Monagas Dífalo | Yacht y Golf Club Paraguayo, Assunção |
| 17:00                        |            | Relatório |                |                                       |

| Quinta-feira, 16 de novembro | Deportivo Provincial | 2 – 9     | Sampaio Corrêa | Yacht y Golf Club Paraguayo, Assunção |
| 18:15                        |                      | Relatório |                |                                       |

### Disputa pelo 5º lugar
| Sexta-feira, 17 de novembro | Monagas Dífalo | 3 – 8     | Sampaio Corrêa | Yacht y Golf Club Paraguayo, Assunção |
| 10:15                       |                | Relatório |                |                                       |

## Definição de 9º ao 12º lugar
|  | 9º ao 12º lugar | 9º ao 12º lugar   | 9º ao 12º lugar   |                   |        | 9º lugar | 9º lugar | 9º lugar |  |
|  |                 |                   |                   |                   |        |          |          |          |  |
|  | 1               | Ferrocarril BS    | 3                 |                   |        |          |          |          |  |
|  | 1               | Ferrocarril BS    | 3                 |                   |        |          |          |          |  |
|  | 4               | Delfín            | 5                 |                   |        |          |          |          |  |
|  | 4               | Delfín            | 5                 |                   | Delfín | Delfín   | 4        |          |  |
|  |                 |                   |                   |                   | Delfín | Delfín   | 4        |          |  |
|  |                 |                   | Univ. Arturo Prat | Univ. Arturo Prat | 2      |          |          |          |  |
|  | 3               | Univ. Arturo Prat | Univ. Arturo Prat | Univ. Arturo Prat | 2      | 10       |          |          |  |
|  | 3               | Univ. Arturo Prat |                   |                   |        |          |          |          |  |
|  | 2               | Utrahuilca        | 5                 |                   |        |          |          |          |  |

### 9º ao 12º lugar
| Quarta-feira, 15 de novembro | Ferrocarril BS | 3 – 5     | Delfín | Yacht y Golf Club Paraguayo, Assunção |
| 09:00                        |                | Relatório |        |                                       |

| Quarta-feira, 15 de novembro | Universidad Arturo Prat | 10 – 5    | Utrahuilca | Yacht y Golf Club Paraguayo, Assunção |
| 10:15                        |                         | Relatório |            |                                       |

### Disputa pelo 9º lugar
| Sexta-feira, 17 de novembro | Delfín | 4 – 2     | Universidad Arturo Prat | Yacht y Golf Club Paraguayo, Assunção |
| 09:00                       |        | Relatório |                         |                                       |

## Fase Final
|  | Quartas de final     | Quartas de final |                |             | Semifinais     | Semifinais     |  |  | Final          | Final |
|  |                      |                  |                |             |                |                |  |  |                |       |
|  | 15 de novembro       |                  |                |             |                |                |  |  |                |       |
|  |                      |                  |                |             |                |                |  |  |                |       |
|  | Univ. Autónoma       | 11               |                |             |                |                |  |  |                |       |
|  | Univ. Autónoma       | 11               | 16 de novembro |             |                |                |  |  |                |       |
|  | Hamacas FC           | 3                |                |             |                |                |  |  |                |       |
|  | Hamacas FC           | 3                | Univ. Autónoma | 4           |                |                |  |  |                |       |
|  | 15 de novembro       |                  | Univ. Autónoma | 4           |                |                |  |  |                |       |
|  |                      | Malvín           | 5              |             |                |                |  |  |                |       |
|  | Monagas Dífalo       | Malvín           | 5              | 4           |                |                |  |  |                |       |
|  | Monagas Dífalo       |                  | 18 de novembro | 4           |                |                |  |  |                |       |
|  | Malvín               | 7                |                |             |                |                |  |  |                |       |
|  | Malvín               | 7                | Malvín         | 5           |                |                |  |  |                |       |
|  | 15 de novembro       |                  | Malvín         | 5           |                |                |  |  |                |       |
|  |                      | Vasco da Gama    | 8              |             |                |                |  |  |                |       |
|  | Vasco da Gama        | Vasco da Gama    | 8              | 7           |                |                |  |  |                |       |
|  | Vasco da Gama        | 16 de novembro   |                | 7           |                |                |  |  |                |       |
|  | Deportivo Provincial | 4                |                |             |                |                |  |  |                |       |
|  | Deportivo Provincial | 4                | Vasco da Gama  | 10          | Terceiro lugar | Terceiro lugar |  |  |                |       |
|  | 15 de novembro       |                  | Vasco da Gama  | 10          | Terceiro lugar | Terceiro lugar |  |  |                |       |
|  |                      | Garden Club      | 4              |             |                |                |  |  |                |       |
|  | Sampaio Corrêa       | Garden Club      | 4              | 5           | Univ. Autónoma | 9              |  |  |                |       |
|  | Sampaio Corrêa       |                  |                | 5           | Univ. Autónoma | 9              |  |  |                |       |
|  | Garden Club          | 6                |                | Garden Club | 7              |                |  |  |                |       |
|  | Garden Club          | 6                |                |             | 7              |                |  |  |                |       |
|  |                      |                  |                |             |                |                |  |  | 18 de novembro |       |
|  |                      |                  |                |             |                |                |  |  |                |       |

### Quartas de final
| Quarta-feira, 15 de novembro | Monagas Dífalo | 4 – 7     | Malvín | Yacht y Golf Club Paraguayo, Assunção |
| 16:30                        |                | Relatório |        |                                       |

| Quarta-feira, 15 de novembro | Universidad Autónoma | 11 – 3    | Hamacas FC | Yacht y Golf Club Paraguayo, Assunção |
| 17:15                        |                      | Relatório |            |                                       |

| Quarta-feira, 15 de novembro | Vasco da Gama | 7 – 4     | Deportivo Provincial | Yacht y Golf Club Paraguayo, Assunção |
| 19:00                        |               | Relatório |                      |                                       |

| Quarta-feira, 15 de novembro | Sampaio Corrêa | 5 – 6     | Garden Club | Yacht y Golf Club Paraguayo, Assunção |
| 20:30                        |                | Relatório |             |                                       |

### Semifinais
| Quinta-feira, 16 de novembro | Universidad Autónoma               | 4 – 5 (pro.) | Malvín                             | Yacht y Golf Club Paraguayo, Assunção |
| 19:30                        | Pereira · Acosta · Rolón · Morán · | Relatório    | Dibello · Bella · Ladouche · Gómez |                                       |

| Quinta-feira, 16 de novembro | Vasco da Gama                                               | 10 – 4    | Garden Club      | Yacht y Golf Club Paraguayo, Assunção |
| 20:45                        | Bokinha · Antônio · Catarino · Lukinhas · Jordan · Paulinho | Relatório | Carballo · Ojeda |                                       |

### Disputa pelo 3º lugar
| Sábado, 18 de novembro | Universidad Autónoma                                                             | 9 – 7     | Garden Club                           | Yacht y Golf Club Paraguayo, Assunção |
| 19:30                  | Luis Pereira · Pedro Moran · Jesús Rolón · Sergio González · José Luis Rodríguez | Relatório | Carballo · Gustavo Lugo · Raúl Fretes |                                       |

### Final
| Sábado, 18 de novembro | Vasco da Gama                           | 8 – 5     | Malvín                                               | Yacht y Golf Club Paraguayo, Assunção |
| 20:45                  | Mauricinho · Catarino · Bokinha · Lucão | Relatório | M. Echenique · G. Ladouche · L. Gómez · F. Canaveris |                                       |

## Premiações
| Copa Libertadores de Areia de 2017 |
| Brasil                             |
| ---------------------------------- |
| Vasco da Gama Campeão (2º título)  |

### Prêmios individuais
| Melhor Jogador                 | Melhor Jogador | Melhor Jogador |
| ------------------------------ | -------------- | -------------- |
| Bokinha ( Vasco da Gama)       |                |                |
| Artilheiro                     |                |                |
| Carlos Carballo ( Garden Club) |                |                |
| 18 gols                        |                |                |
| Melhor Goleiro                 |                |                |
| Sebastian Azimonti ( Malvín)   |                |                |

### Prêmio Fair Play
- Malvín (URU), equipe vice-campeã, obteve o prêmio Fair Play do campeonato. (Fonte da consulta: http://www.auf.org.uy/Portal/NEWS/12546/)

## Classificação final
| Pos | Time                 | J | V | V+ | D | GP | GC | SG  |
| --- | -------------------- | - | - | -- | - | -- | -- | --- |
| 1º  | Vasco da Gama        | 6 | 6 | 0  | 0 | 49 | 22 | +27 |
| 2º  | Malvín               | 6 | 4 | 0  | 2 | 28 | 32 | –4  |
| 3º  | Universidad Autónoma | 6 | 4 | 1  | 1 | 40 | 23 | +17 |
| 4º  | Garden Club          | 6 | 2 | 0  | 4 | 33 | 40 | –7  |
| 5º  | Sampaio Corrêa       | 6 | 5 | 0  | 1 | 50 | 16 | +34 |
| 6º  | Monagas Dífalo       | 6 | 2 | 1  | 3 | 23 | 40 | –17 |
| 7º  | Deportivo Provincial | 5 | 2 | 0  | 3 | 21 | 28 | –7  |
| 8º  | Hamacas FC           | 5 | 1 | 0  | 4 | 16 | 27 | –11 |
| 9º  | Delfín               | 5 | 2 | 0  | 3 | 16 | 23 | –7  |
| 10º | Univ. Arturo Prat    | 5 | 2 | 0  | 3 | 26 | 25 | +1  |
| 11º | Ferrocarril BS       | 4 | 0 | 0  | 4 | 10 | 24 | –14 |
| 12º | Utrahuilca           | 4 | 0 | 0  | 4 | 13 | 28 | –15 |